# Мухаммед ібн Фейсал Аль Сауд
Мухаммед ібн Фейсал Аль Сауд (араб. محمد الفيصل بن عبد العزيز آل سعود‎; 1937, Ет-Таїф — 14 січня 2017, Ер-Ріяд) — саудівський бізнесмен у сфері банківської справи, другий син короля Фейсала від його дружини Іффат аль-Сунайян.

## Біографія

### Походження та освіта
Принц Мухаммед ібн Фейсал Аль Сауд народився 1937 року в сім'ї майбутнього короля Фейсала та його дружини Іффат аль-Сунайян, яка мала турецьке коріння. У нього було четверо молодших рідних братів і три сестри: Сара (нар. 1935), Сауд (1940—2015), Абдуррахман (1942—2014), Бандар (1943—2015), Турки (нар. 1945), Латіфа, Лулува (нар. 1948) та Хайфа (нар. 1950).
Здобув освіту на батьківщині, а потім у США, де закінчив Школу Лоуренсвілля і Школу Хун, також крім цього в 1963 закінчив Коледж Менло як бакалавр наук в галузі ділового адміністрування.

### Кар'єра
Після повернення на батьківщину Мухаммед ібн Фейсал почав працювати в Агентстві грошового обігу Саудівської Аравії. Через два роки 1965 року принц Мухаммед почав працювати в Міністерстві водних ресурсів і сільського господарства як директор відділу з переробки солоної води.
У 1974 році був призначений заступником міністра водних ресурсів та сільського господарства, а в листопаді того ж року був призначений головою корпорації з переробки солоної води, пропрацювавши на цій посаді до липня 1977 року.

### Бізнес
Підійшовши у відставку, Мухаммед ібн Фейсал почав займатися бізнесом, заснувавши компанію Iceberg Transport International, щоб підтримати можливість доставки айсбергів на територію країни, щоб забезпечити прісною водою країну. 17 жовтня 1977 року він виступив на конференції в Лондоні з цією пропозицією, але результати досліджень показали, що це неможливо, оскільки жоден айсберг не пройде через екватор.
Його подальші інвестиції були пов'язані з областю банківської справи та фінансів. У 1977 році в Єгипті та Судані за його підтримки було засновано Ісламський банк Єгипту імені Фейсала. В 1981 він став одним із співзасновників заснованого банку DMI Trust, який є материнською компанією для 55 ісламських банків в декількох країнах світу, включаючи Бахрейн, Нігер, Єгипет і Пакистан.
У 1990 році принц був заснований Faisal Private Bank, який також має кілька філій, у тому числі й у Швейцарії.

### Родина
Був одружений з Муном бинт Абдул Рахман Аззам, дочки Абд ар-Рахмана Хасана Аззама, 1-го генерального секретаря ЛАД (1945—1952). У пари було троє дітей: дві дочки та син. Одна з дочок принцеса Рим — фотохудожниця, а його син принц Амр (нар. 1960) — бізнесмен у галузі фінансів.

### Смерть
Помер в Ер-Ріяді 14 січня 2017 року у віці 79 років.